# Witch Hunter
Witch Hunter är Grave Diggers andra studioalbum från 1985.

## Låtlista
1. "Witch Hunter"
2. "Night Drifter"
3. "Get Ready For Power"
4. "Love Is A Game"
5. "Get Away"
6. "Fight For Freedom"
7. "School's Out"
8. "Friends Of Mine"
9. "Here I Stand"
Den Amerikanska versionen har 3 fler låtar
10. "Shine On"
11. "Tears Of Blood"
12. "Don't Kill The Children"

## Medverkande
- Chris Boltendahl - sång
- Peter Masson - gitarr
- Willi Lackmann - bas
- Simon Adam - trummor